# 흥화궁군
흥화궁군(興化宮君, ? ~ 960년 이후)은 고려의 제2대 국왕 혜종(惠宗)과 의화왕후(義和王后)의 장남이다. 흥화군(興化君)이라고도 하며, 성은 왕(王), 이름은 전해지지 않는다. 본관은 개성(開城)이다.

## 생애
생몰년이나 이름 등에 대해서는 기록이 없다. 광종의 제2비 경화궁부인과 친남매간으로, 광종은 흥화궁군에게 이복 숙부이자 매형이 된다.
혜종의 적장자였으나, 945년(혜종 2년) 혜종 사망 당시 나이가 어리다는 이유로 왕위를 계승하지 못하였다. 이에 따라 왕위는 흥화궁군의 이복 숙부인 정종이 차지하였다.
한편 《고려사》《열전》에서는 흥화궁군에 대해, 단지 그 이름이 사서에 기록되지 않았다고만 하고 있다. 따라서 흥화궁군의 생애나 기타 다른 내용에 대해서는 자세히 알 수 없다. 다만 흥화궁군은 960년(광종 11년)부터 시작된 호족들에 대한 숙청 때, 정종의 아들 경춘원군과 함께 처형된 것으로 보인다. 호는 흥화궁군(興化宮君) 또는 흥화군(興化君)이다.

## 가족 관계
- 조부 : 태조(太祖, 877~943 재위: 918~943)
- 조모 : 장화왕후(莊和王后)
  - 아버지 : 고려 제2대 혜종(惠宗, 912~945 재위: 943~945)
- 외조부 : 임희(林曦, ? ~945)
- 외조모 : 미상
  - 어머니 : 의화왕후(義和王后)
    - 누이 : 경화궁부인(慶和宮夫人) 광종의 후궁
    - 누이 : 정헌공주(貞憲公主)

## 흥화궁군이 등장하는 작품
- 《제국의 아침》(KBS, 2002~2003년, 배우:김규민, 서현석)